# Явапаїт
Явапаїт (рос. явапаит; англ. yavapaiite; нім. Yavapaiit m) — мінерал, сульфат калію та заліза.
Названий за назвою індіанського племені, яке населяло округу Джером, США (H.O.Hutton, 1959).

## Опис
Хімічна формула: KFe3+[SO4]2.
Склад (Джером, штат Аризона, США): K2O — 15,39; Fe2O3 — 27,69; SO3 — 55,58; H2O — 0,14.
Домішки: Na2O, SiO2, Al2O3, MgO, FeO.
Сингонія моноклінна. Призматичний вид. Форми виділення: цукроподібні скупчення-аґреґати дрібних зерен, інколи з чарунковою структурою. Спайність досконала по (100) і (001), середня по (110). Густина 2,88. Тв. 2,5-3,5. Колір блідо-рожевий з фіолетовим відтінком. Риса біла. Дуже крихкий. Злом раковистий. Блиск сильний скляний. Прозорий.

## Поширення
Знайдений разом з сіркою і вольтаїтом у місцевості Джером (штат Аризона, США), де є продуктом діяльності фумарол.